# 리그니츠 전투 (1760년)
리그니츠 전투는 1760년 8월 15일 벌어진 전투로 프리드리히 대왕(Frederick the Great)이 지휘하는 프로이센군이 에른스트 폰 라우돈(Ernst von Laudon)이 지휘하는 오스트리아군을 격파하였다.
양군은 프로이센의 슐레지엔 지방 도시 리그니츠(Liegnitz; 레그니차(Legnica)에서 격돌하였다. 라우돈의 오스트리아 기병대는 이른 아침 프로이센군의 진영을 공격하였으나 한스 요아힘 폰 치텐(Hans Joachim von Zieten) 장군의 후사르 부대에게 격퇴 당하였다. 포병끼리의 전투 역시 전개되었다. 이 와중에 프로이센군의 포격이 오스트리아군의 화약 마차에 직격하여 프로이센군이 승기를 잡게 되었다. 오스트리아 보병대는 프로이센군의 전열을 공격하기 위해 진격하였으나 프로이센 포병대의 일점사를 맞은 상황에서 좌익에 위치한 안할트-베른부르크(Anhalt-Bernburg) 연대가 주도하는 프로이센 보병대의 반격을 받아 결국 퇴각할 수밖에 없었다.
날이 샐 무렵 승기는 완전히 프로이센군에게 돌아갔으나, 프로이센 포병대는 오스트리아군을 교란하기 위해 포격을 계속했다. 레오폴트 폰 다운(Leopold von Daun) 원수가 지휘하는 오스트리아군은 뒤늦게 도착하여 라우돈의 부대가 패했다는 것을 알았다. 다운 원수는 비록 병사들이 싸울 태세가 되어 있었음에도 프로이센군에 대한 공격을 단념했다.